# Joan Segarra
Joan Segarra Iracheta (15. listopadu 1927 – 3. září 2008) byl španělský fotbalový obránce. V letech 1950 až 1964 strávil 16 sezón v FC Barcelona, za kterou odehrál 299 zápasů v La Lize a několik let působil jako kapitán týmu. Je na pátém místě mezi všemi hráči podle počtu startů v historii Barcelony.
Po odchodu do fotbalového důchodu Segarra zůstal jako trenér mládežnických týmů a nakonec se stal asistentem trenéra Helenia Herrery.

## Úspěchy

### FC Barcelona
- Pohár UEFA: 1955/58, 1958/60
- Latinský pohár: 1952
- Malé mistrovství světa ve fotbale klubů: 1957
- Primera División: 1951/52, 1952/53, 1958/59, 1959/60
- Copa del Rey: 1950/51, 1951/52, 1952/53, 1956/57, 1958/59, 1962/63
- Pohár Evy Duarte: 1952, 1953